# Château-Thierry
Château-Thierry je naselje in občina v severni francoski regiji Pikardiji, podprefektura departmaja Aisne. Leta 1999 je naselje imelo 14.967 prebivalcev.

## Geografija
Château-Thierry se nahaja v južni Pikardiji 90 km severovzhodno od Pariza in 60 km od Reimsa, ob reki Marni.

## Administracija
Château-Thierry je sedež istoimenskega kantona, v katerega so poleg njegove vključene še občine Azy-sur-Marne, Belleau, Bézu-Saint-Germain, Blesmes, Bonneil, Bouresches, Brasles, Chierry, Épaux-Bézu, Épieds, Essômes-sur-Marne, Étampes-sur-Marne, Étrépilly, Fossoy, Gland, Marigny-en-Orxois, Mont-Saint-Père, Nesles-la-Montagne, Nogentel in Verdilly z 28.473 prebivalci.
Kraj je prav tako sedež okrožja, sestavljenega iz kantonov Charly-sur-Marne, Château-Thierry, Condé-en-Brie, Fère-en-Tardenois in Neuilly-Saint-Front z 68.570 prebivalci.

## Zgodovina
Château-Thierry je bil prizorišče dveh pomembnih bitk v času Napoleonskih vojn leta 1814 med Francijo in Prusijo ter med prvo svetovno vojno 1918 med ZDA in Nemčijo.

## Zanimivosti
- cerkev Église Saint-Crépin,
- zvonik Tour Balhan,
- bolnišnica Hôtel-Dieu,
- spomenik  Mémorial américain Aisne-Marne.

## Pobratena mesta
- Ambohitrolomahissy (Madagaskar),
- Cisnădie (Transilvanija, Romunija),
- Grybów (Poljska),
- Mosbach (Baden-Württemberg, Nemčija),
- Pössneck (Turingija, Nemčija),
- Unterlüss (Spodnja Saška, Nemčija).